# Enkelriet

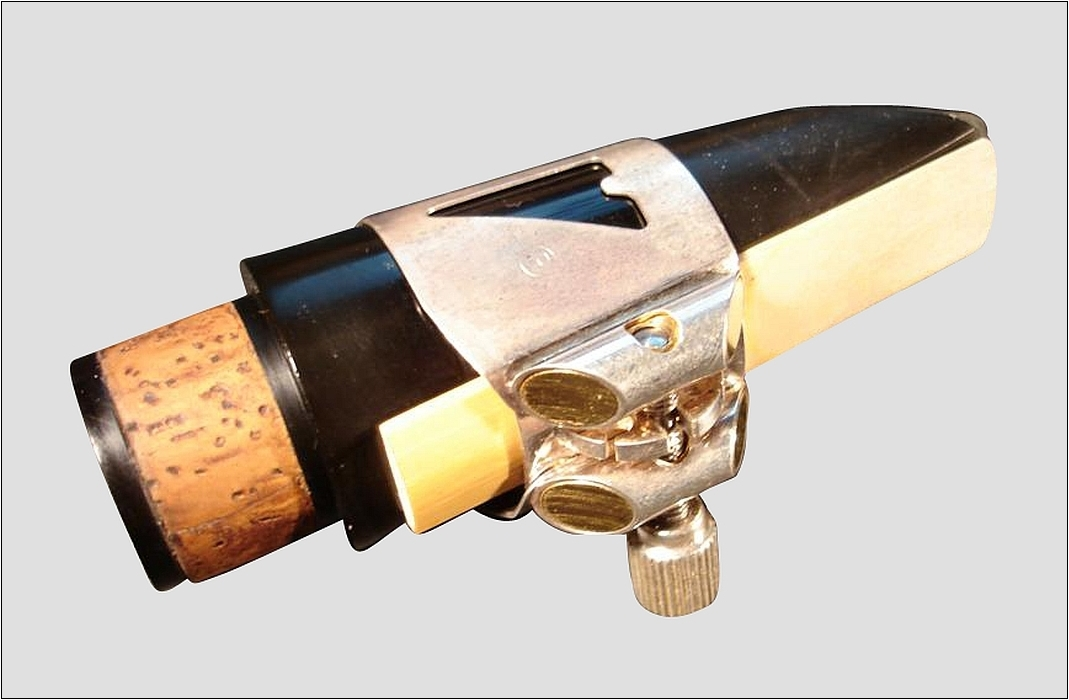
Mondstuk van een klarinet met riet in metalen klem

Een enkelriet is een enkelvoudig riet op het mondstuk van een blaasinstrument.
Het enkelriet wordt met een metalen of kunststof klem, soms ook met een speciaal koord vastgezet aan de opengewerkte onderzijde van het mondstuk. Sommige saxofonisten die geen klem prefereren gebruiken geen speciaal koord maar normaal hennep vliegertouw. Via het riet vindt de geluidsproductie plaats. De bespeler zet zijn boventanden op de dichte kant van het mondstuk en zijn ondertanden omhuld door de onderlip als bescherming tegen het riet aan. Door lucht tussen mondstuk en riet te blazen onder druk van de kaakgreep en lipspanning gaat het riet trillen. De trilling zet de lucht in het muziekinstrument in beweging en afhankelijk van de mate van kaak- en lipspanning, de zogenaamde embouchure wordt de vrijheid van trillen en aldus de toonhoogte meebepaald en de klankkleur en het volume van het geproduceerde geluid vormgegeven. 
Ook de vorm, dikte en lengte van het riet bepalen de aanblaaswijze en de klankkleur mee. Afhankelijk van de embouchure en aanblaastechniek van de individuele bespeler is een enkelriet dikker of dunner of een fractie korter. Een enkelriet wordt voor het spelen bevochtigd met water of speeksel om de toon ronder en warmer te krijgen. Naarmate het langer wordt gebruikt, wordt het riet bijgewerkt. Om het zwaarder te maken om aan te blazen kan er met een speciale rietknipper een fractie van de top worden afgehaald. Om het lichter aan te blazen te maken kan er met een nagelvijl van het bovenblad een fractie worden afgevijld.
Het enkelriet wordt gebruikt op diverse instrumenten zoals de klarinet, de saxofoon, de chalumeau en een breed scala aan vaak uit de Oost-Europese volksmuziek stammende blaasinstrumenten.